# Romániai magyar műemlékvédő irodalom

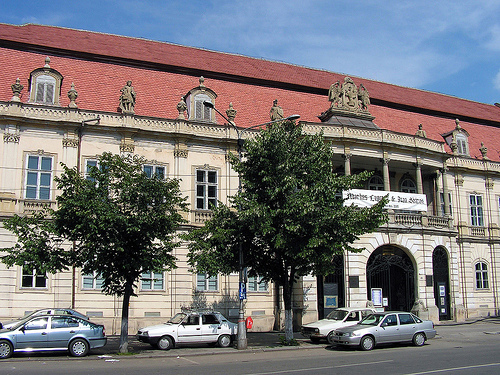
A kolozsvári Bánffy-palota

Romániai magyar műemlékvédő irodalom – mindaz a helytörténeti, honismereti, művészeti és építészeti írásbeliség, ami felhívja a figyelmet megőrizendő történeti vagy művészi értékű épületekre és műtárgyakra, ezeket számba veszi és leírja, s beszámol karbantartásukról, ill. helyreállításukról. A romániai magyar műemlékvédő irodalom sajátos feladata a nemzetiség múltjával kapcsolatos műemlékek védelme mind az ismertetés és számontartás, mind a restaurálás fokán.

## Előzmények
Már a 19. század végén bekövetkezett nagy átalakítások során régi templomok, kastélyok, várrendszerek, értékes polgári és népi létesítmények estek áldozatul lerombolásnak vagy hozzá nem értő átépítésnek. Ez váltotta ki nem egy író és szakember növekvő műemlékvédelmi harcát. Kelemen Lajos 1903-ban a kolozsvári Ellenzék hasábjairól nemcsak a felelőtlen bontásokat bélyegezte meg, hanem a "tudatlan és illetéktelen vállalkozók" kontár újításait is. Az értetlen korral szembeszegülve állították fel az Erdélyi Nemzeti Múzeum Kőtárát, ahol öt év alatt annyi középkori építészeti faragvány gyűlt egybe, hogy "nem kell szégyenkezni az idegen kutatók előtt, akik ezelőtt néhány évvel úgy nem találtak volna semmit, mintha Erdélyben soha nem is lettek volna ilyen emlékek".

## Az első világháború után

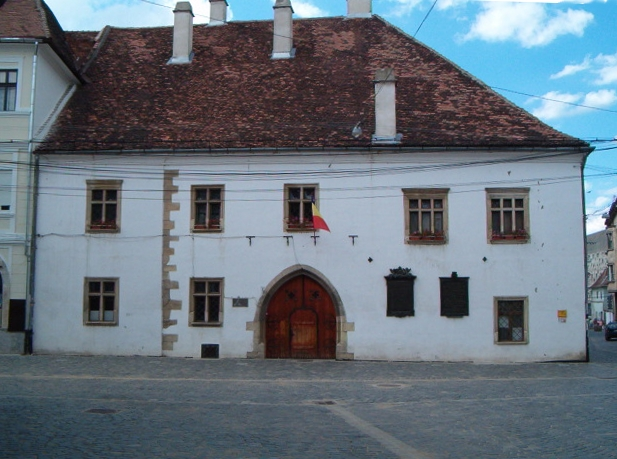
Mátyás király szülőháza (Kolozsvár)

1919 után a kisebbségivé vált magyarság regionális szellemi erői megmozdultak a közönyösség ellen. Kós Károlyt követve Debreczeni László mérte fel és örökítette meg grafikailag a romantika, gótika, reneszánsz és barokk rejtett szépségeit. Az Erdélyi Tudományos Füzetekben a szakírók nekiláttak a megóvandó értékek közismertté tételének: Bíró József, Grandpierre Edit, Entz Géza tanulmányai szakszerűen mutatták be a Bánffyak kolozsvári palotáját és bonchidai kastélyát, a Szent Mihály-templomot vagy a szolnok-dobokai középkori műemlékeket, Balogh Jolán a prágai Szent György-szobor kolozsvári mestereit ismertette, Herepei János és Szabó T. Attila a fatemplomokra, haranglábakra, székelykapukra vonatkozó levéltári adatokat adta ki, utat nyitva a hagyományos kincsek megbecsülésének. Már a második világháború ideje alatt jelent meg az ETI kiadványaként Balogh Jolán monumentális műve, Az erdélyi renaissance (Kolozsvár, 1943), olasz összefoglalással és gazdag képanyaggal. Ugyanekkor kerül sor Mátyás király szülőházának szakszerű restaurálására is Kós Károly tervei szerint.
Jellemző műemlékvédő összefogást jelez a 18. századból való széki templom restaurálására kialakult együttes. A Szabó T. Attila szerkesztésében s a Bolyai Tudományegyetem és az ETI kiadásában Entz Géza és K. Sebestyén József tollából megjelent füzet (Kolozsvár, 1947) közli az alaprajzot s beszámol a Kós Károly irányításával folyó helyreállítási munkálatokról, valamint a feltárt freskók konzerválásáról.
1953-ban teszik közzé hivatalosan a romániai védett műemlékek listáját, melynek összeállításában a Bolyai Tudományegyetem szakemberei mellett Debreczeni László és K. Sebestyén József is jelentős részt vállalt.
A Kelemen Lajos-emlékkönyv (1957) már nemcsak Kolozsvár védett 284 épületemlékét ismerteti a műemlék-összeírás eredményeként, hanem részletes beszámolót is közöl Bágyuj Lajos tollából a Szent Mihály-templom 1956-57. évi helyreállítási munkálatairól. Mindezzel megnyílik az erdélyi magyar műemlékvédő irodalom termékeny új szakasza, párhuzamosan az országszerte meginduló restaurálási munkálatokkal. Kolozsvárt a néptanács Műemlékvédő Bizottságot létesít, s ez a román és magyar szakemberek együttműködése alapján tervszerűen közel száz esetben gondoskodik a város műemlékeinek restaurálásáról és a városmagot övező térrendszer műemlék-együtteseinek kialakításáról.

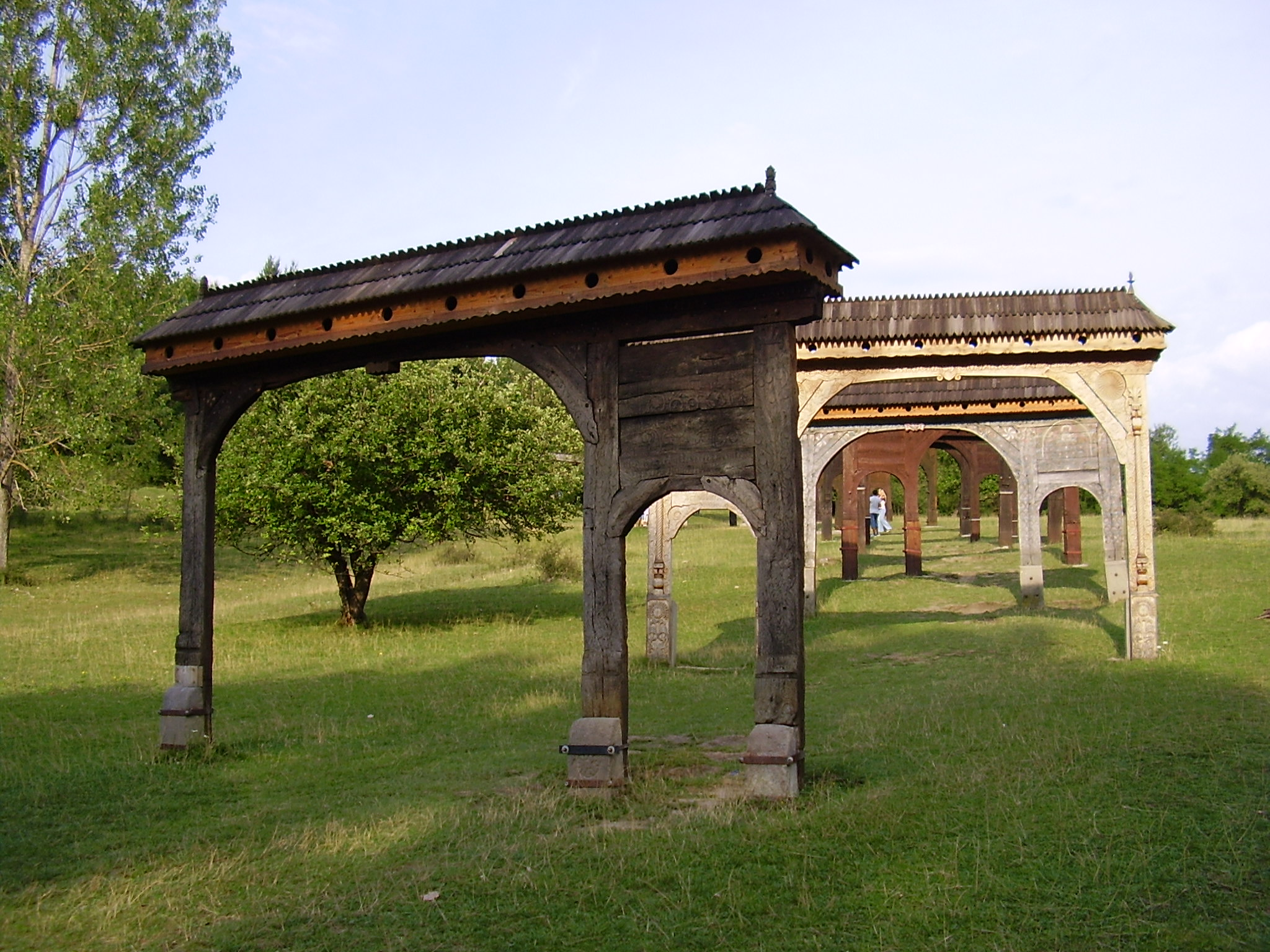
Orbán Balázs sírjához vezető székelykapuk (Szejkefürdő)

Az 1960-1970-es években egymás után jelennek meg a műemlékvédő irodalom újabb alkotásai: a Korunk hasábjain Kónya Ádám cikke a népi műemlékek helyszíni őrzéséről (1962), Murádin Jenőé a kolozsvári reneszánsz építészet emlékeiről (1965), Starmüller Géza fénykép-összehasonlítása a régi és új Kolozsvárról (1969) s esszéje a műemlékvédelem és turisztika párhuzamáról (1972), Balogh Ferenc írása régi és új kapcsolatáról a városépítészetben (1972), Kabay Béla kalotaszegi kis műemlék-adattára, és Bágyuj Lajos beszámolója Vajdahunyad várának restaurálásáról (1973). Sepsiszentgyörgyön Székely Zoltán és Varga Nándor Lajos háromnyelvű kalauzát adják ki a város építészeti emlékeiről, s az itt megjelenő Aluta múzeumi közlöny Kökös középkori templomának, Bikfalva népi udvarházainak s a miklósvári reneszánsz Kálnoky-kastélynak a bemutatásával járul hozzá a műemlékvédő irodalom műveléséhez. Nem marad le ebben a szakaszban a napi és heti sajtó sem: kiemelendő Bleyer György hat folytatásban közölt tanulmánya a brassói várrendszer kialakulásáról az Új Idő hasábjain (1969). Az egyházi műemlékek gondja a Református Szemle és a Keresztény Magvető számaiban szerepel.
A műemlékvédő irodalom fellendülését mutatja Sebestyén György és Sebestyén Viktor akadémiai kiadású kötete román nyelven az erdélyi reneszánszról (1963). B. Nagy Margit régi erdélyi összeírások és leltárak dokumentációja alapján jelenteti meg művészettörténeti tanulmányait erdélyi várakról, kastélyokról, udvarházakról (1973), egykori építészmesterekről és műveikről (1977), és sajtó alá rendezi Művészettörténeti tanulmányok címen Kelemen Lajos életművét két gyűjteményes kötetben (1977, 1982). Dávid László A középkori Udvarhelyszék művészeti emlékei c. kötetében saját ábráival kíséri egy tájegység műemlék-értékeinek mintaszerű bemutatását (1981), Balogh Ferenc pedig Debreczeni Lászlóról készített monográfiájában (1983) a sajátos erdélyi faépítészeti műemlékekről nyújt átfogó képet. Az Igazság Miklósi-Sikes Csaba tollából sorozatosan közli Kolozsvár műemlékeinek leírását (1980-85).

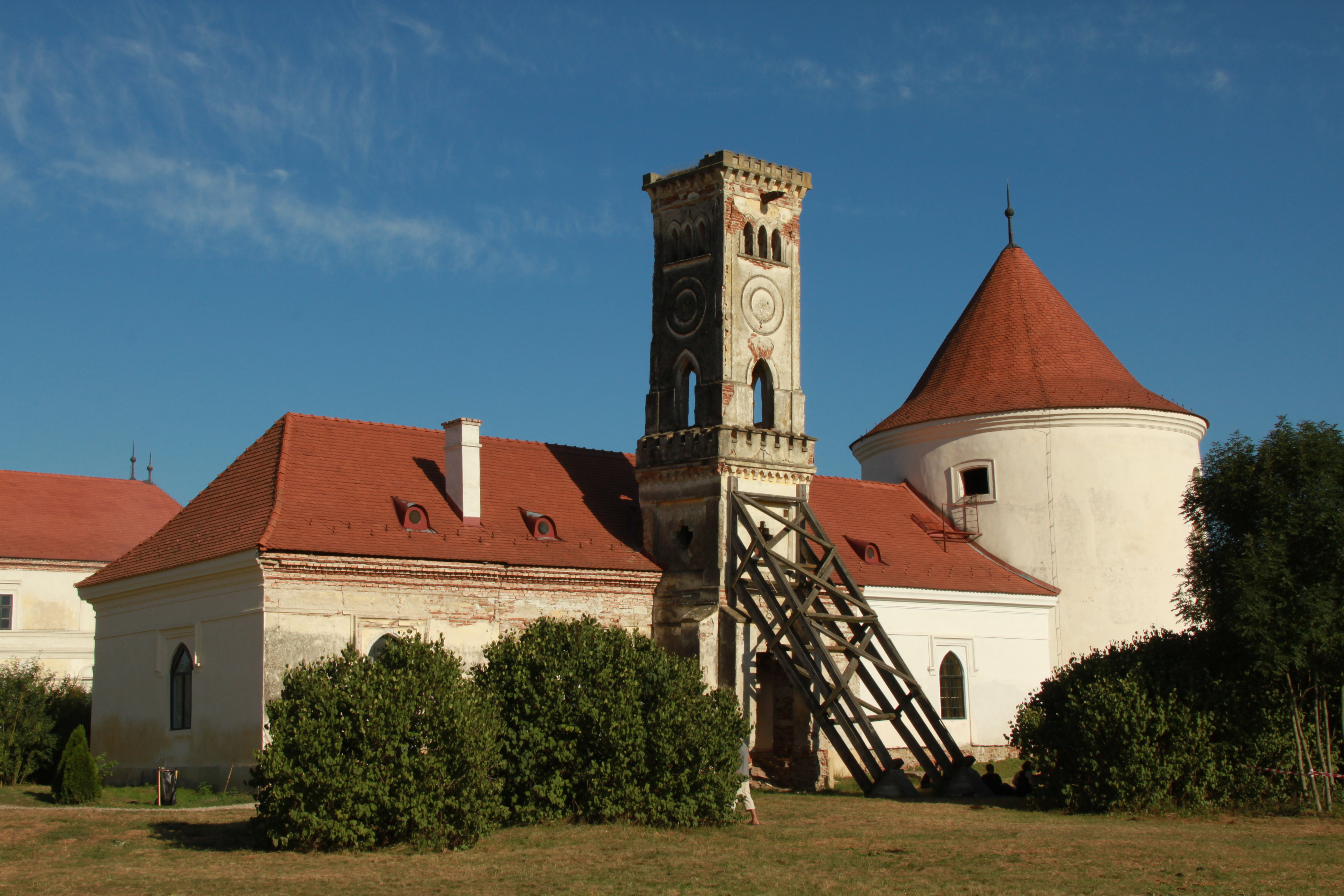
Bánffy-kastély (Bonchida)

Közben országszerte felfokozódott a műemlékvédelemmel homlokegyenest ellenkező építészeti gyakorlat, kezdve Bukarest műemlékeinek sorozatos lerombolásától az erdélyi városok hagyományos történelmi arculatának módszeres eltüntetéséig, majd a világszerte botrányt keltő falurombolások elkezdéséig. A történeti értékű műemlékegyüttesek megbontása, sőt megsemmisítése más közegbe illő "modern" típusépületek bekényszerítésével, egész városrészek eltüntetése a föld színéről együtt járt a műemlékvédelmi szervek feloszlatásával, s mindez a "homogenizáció"-nak ellentmondó történeti emlékek eltűnéséhez vezetett volna, ha be nem következik az 1989. december 22-i fordulat s az elindult folyamat a gazdasági romlás következtében egyelőre meg nem áll.
A Ceaușescu-diktatúra bukása után a magyar sajtó újra közölhet építészettörténeti felmérő, a műemlékeket bemutató és népszerűsítő cikkeket, s helyi kezdeményezésekből sokfelé megindul a műemlékek védelme is. Kolozsvárt már 1990. január 21-én megalakult a Kelemen Lajos Műemlékvédő Társaság (KLMT) mint szakemberek és műpártolók országos hatókörű szakmai egyesülete. Tiszteletbeli elnöke B. Nagy Margit művészettörténész és Csetri Elek történész, elnöke Balogh Ferenc építészmérnök, alelnökei Bara István, Gaal György, Kovács András, titkára Asztalos Lajos.
A műemlékvédelem elméleti és gyakorlati kérdéseiről az EME Műszaki Tudományos Szakosztálya két mérnöktovábbképző tanfolyamot is rendezett, különös tekintettel a Székelyföld elhanyagolt, földrengéskárosult templomainak felújítására.
A bukaresti és a kolozsvári magyar televízió-adás sorozatszerűen mutatja be az Erdély-szerte pusztuló kastélyok és várak – köztük az irodalomtörténetileg is emlékezetes Bonchida, Marosvécs – szomorú állapotát.